# Cor Scorpii
Cor Scorpii är en norsk musikgrupp (black metal) som bildades 2004 av den tidigare keyboardisten i Windir, Gaute Refsnes.

## Historia
Cor Scorpii bildades i slutet av 2004 efter Terje Bakken, sångare och grundare av Windir, avled januari 2004. Efter en avskedskonsert, upplöstes Windir. Gaute Refsnes genomförde då sin idé om att skapa sitt eget band. Två andra före detta Windir-medlemmar, Stian Bakketeig och Jørn Holen, gick med i bandet. Holen, var tvungen att lämna under 2005 av familjeskäl och sina förpliktelser gentemot Vreid, ett annat band som skapats av de tidigare Windir-medlemmarna.
Thomas S. Øvstedal, Rune Sjøthun och Inge Jonny Lomheim rekryterades också till Cor Scorpii. Bandets första demo, Attergangar släpptes 2005 och vann tidskriften Metal Hammers utmärkelse "Demo of the Month". Strax efter undertecknade bandet ett skivkontrakt med det holländska skivbolaget Descent Productions. En ny trummis, Ole "Vargön" Nordsve, kom med i bandet i slutet av 2006. Gruppen gav ut sitt debutalbum 2008.
Cor Scorpii första konsert ägde rum i deras hemstad, Sogndal i oktober 2007 under Støy Festival. Följande år turnerade bandet i Norge och deltog i större evenemang, såsom Inferno Metal Festival. 2009 spelade bandet bland annat i Nederländerna och uppträdde vid Ragnarök Festival i Tyskland.

## Medlemmar
Nuvarande medlemmar
- Gaute Refsnes – sång, keyboard (2004– )
- Inge Jonny Lomheim – basgitarr, dragspel (2004– )
- Rune Sjøthun – rytmgitarr, mandolin (2004– )
- Thomas S. Øvstedal – sång (2004)
- Ole Nordsve – trummor (2006– )
- Erlend Nybø – sologitarr (2010– )

Tidigare medlemmar
- Steingrim (Jørn Holen) – trummor (2004–2005)
- Strom (Stian Bakketeig) – sologitarr (2004–2010)

Live-medlemmar
- Roger Isaksen – basgitarr (2016)

## Diskografi
Demo
- 2005 – Attergangar

Studioalbum
- 2008 – Monument
- 2018 – Ruin